# Camponotus melanocephalus
Camponotus melanocephalus é uma espécie de inseto do gênero Camponotus, pertencente à família Formicidae.